# Ramona e Beezus
Ramona e Beezus (Ramona and Beezus) è un film del 2010, basato sul romanzo di Beverly Cleary "Beezus and Ramona", diretto da Elizabeth Allen distribuito nelle sale cinematografiche il 23 luglio 2010 negli Stati Uniti.

## Trama
La piccola Ramona ha una vivida immaginazione, un'energia senza limiti ed è soggetta a buffi incidenti che fanno rimanere in punta di piedi le persone che incontra. Beatrice "Beezus" Quimby è una ragazza che deve sopportare le buffonate di sua sorella minore, Ramona Quimby, la quale le ha dato il soprannome Beezus poiché non riusciva a dire Beatrice quando ha imparato a parlare. Beezus è spesso infastidita o imbarazzata dal comportamento di Ramona. Inoltre nel corso del film cerca di trovare il coraggio di chiedere a Henry, un suo grandissimo amico di cui è innamorata, di uscire con lei. Le due sorelle vivono felici in una bella casa, con la sorellina più piccola e con i genitori. Un brutto giorno il sig. Quimby torna a casa e dice che è stato licenziato; siccome non ha più soldi, vuole vendere la casa. Ma l'insopprimibile senso di divertimento, avventura e malizia di Ramona si rivelerà utile quando si metterà in testa di salvare la casa della sua famiglia prima che sia troppo tardi.

## Distribuzione
Ramona e Beezus è uscito nelle sale cinematografiche il 23 luglio 2010, distribuito da 20th Century Fox e Walden Media per 2719 cinema  a livello nazionale USA. L'anteprima del film è avvenuta a New York il 20 luglio 2010.
Nelle sale italiane, è uscito l'11 marzo 2011 con una diffusione limitata (ovvero, è stato possibile vederlo solo in alcune regioni d'Italia) e per questo ha incassato, durante il primo fine settimana di programmazione, solo 4460 €. A livello mondiale, la pellicola ha incassato oltre 27 milioni di dollari.

## Colonna sonora
Attualmente, vi è un solo brano per la colonna sonora del film intitolato Live Like There's No Tomorrow, eseguito dalla band Selena Gomez & The Scene. Il brano è stato pubblicato come singolo il 13 luglio 2010. Altre canzoni nel film, che possono essere incluse nella colonna sonora sono anche A Place in This World di Taylor Swift, Say Hey (I love you) di Michael Franti & Spearhead, Here It Goes Again dei OK Go e Walking on Sunshine delle 78violet.